# Type 004 vliegdekschip
Het Chinese Type 004 vliegdekschip wordt het grootste type vliegdekschip ter wereld. De Marine van het Volksbevrijdingsleger laat het eerste schip van dit type bouwen in Dalian. De tewaterlating is gepland voor 2027. Een gesmoltenzoutreactor op thorium ontworpen in het Harbin Institute of Technology te Mucheng en gebouwd in Wuwei, Gansu drijft het schip aan. Twee elektromagnetische katapults lanceren de vliegtuigen.
Er zijn vier type 004 vliegdekschepen gepland.